# Owen Marshall
Owen Marshall (n. 1941, Te Kuiti, Noua Zeelandă - ) este pseudonimul scriitorului neozeelandez Owen Marshall Jones.